# Foelke Kampana
Foelke Kampana (1355 – c. 1418), surnommée Foelke la Cruelle en raison de sa cruauté légendaire, est une noble frisonne. Elle est régente des territoires frisons en 1400 en l'absence de son fils Keno II et 1417 durant la minorité de son petit-fils Ocko II. 

## Biographie
Née à Hinte, Foelke est la fille du Frison Kempo von Hinte, chef de Westerburg van Hinte et de Gyla von Stedesdorf. On lui connaît une sœur, Heba. 
Foelke est mariée en 1377 au chevalier frison Ocko I tom Brok, seigneur d'Oldeborg et chef de Brockmerland, Auricherland et Emsigerland en Frise orientale. Le couple a cinq enfants : Keno II tom Brok, Tetta tom Brok, Ailt tom Brok, Hebe II Ukena et Ocka tom Brok.
En 1389, son époux tombe au combat aux côtés d'Albrecht van Beieren, Comte de Hollande. Foelke avait levé une armée pour lui amener son aide, mais à son arrivée, il est déjà mort. En son absence, un autre ennemi d'Ocko, le puissant chef Edo Wiemken de Rüstringen, tente de s'emparer du château d'Aurich et se réfugie dans l'église. Foelke de retour avec son armée reprend l'église. Deux cents prisonniers sont décapités sur place. 
Parce que son fils Keno est encore mineur, Widzel tom Brok, fils illégitime aîné de son défunt époux, prend le pouvoir et s'allie à Folkmar Allena, un ennemi traditionnel de son père. Il meurt lors d'une altercation en 1399. Keno II lui succède et Foelke agit comme conseillère politique jusqu'à la mort de son fils en 1417. Elle est ensuite brièvement régente jusqu'à la majorité de son petit-fils, Ocko II, a même année. 
Foelke meurt peu après à Aurich et y est enterré.